# جرع (روستا)
 جرع  به عربی ( جَرع  )، روستایی است در دهستان 

## جمعیت
جمعیت آن (۶۰) نفر (۶ خانوار) می‌باشد.